# Planície de Abeno
Abeno (em japonês 阿倍野 ou 阿部野) é uma planície na antiga província de Settsu, Japão, presentemente localizada na província de Osaka, a sul do rio Yodo e a oeste do planalto Uemachi (em língua japonesa 上町台地, Uemachi daichi). Foi palco de diversas batalhas durante o período Sengoku.